# 프로엑소초크팔로스

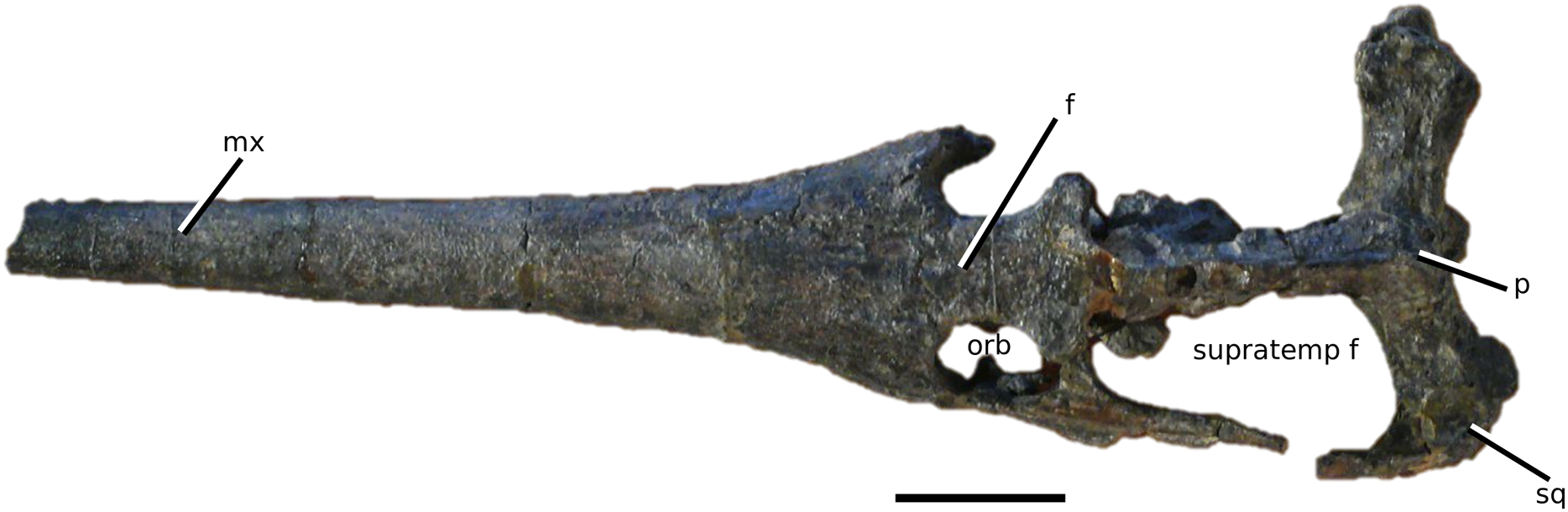

포로엑소초크팔로스(학명:Proexochokefalos heberti)는 악어목 텔레오사우루스과에 속하는 악어이다. 지금은 멸종된 악어로 몸길이가 4~6m인 거대한 악어에 속한다.

## 특징
프로엑소초크팔로스는 바다의 생활에 적응하여 바다에서 살아갔던 바다악어 중에 하나이다. 부분적으로 확장된 두개골과 길게 늘어진 두개골을 가진 것이 특징으로 물속에서의 유영에 적합하도록 발의 모습이 물갈퀴의 모습으로 변하였고 뒷다리가 더욱 길은 특징을 가지고 있다. 또한 바다에 적응하여 살았던 악어인만큼 바다의 염분을 조절하는 기능이 매우 잘 발달되어 있었다. 현생의 고래나 돌고래처럼 바다에서 직접 자신의 어린 개체를 출산하였는지 아니면 현생의 바다거북처럼 해변으로 올라와서 직접 알을 출산하였는지에 대해선 정확하게 알려진 바가 없다. 양턱에는 날카로운 톱니 모양의 이빨들이 줄지어 나 있으며 이것을 통하여 먹이를 사냥했을 것으로 보인다. 분류학적으로 따지면 S. 헤베르티는 원래 완전한 두개골과 맨더블(MNHN)에서 1876년 모렐드 글라스빌에 의해 "스테네오사우루스"라는 이름으로 명명되었다. F 1890-13)는 프랑스 노르망디 칼바도스 부서의 빌러-서머 근처의 나이 든 마르네스 드 디브에서 발견되었다. 스테네오사우루스에 대한 우울증은 주니어 동의어이다. 프로엑소코케팔로스 cf.부샤르디라는 속종으로 불리는 또 다른 종은 프랑스 칼케르 드 카엔과 스위스 르우케네트 형성의 잔해로부터 알려져 있다. 먹이로는 당대에 서식했던 물고기, 갑각류, 작은 어룡을 주로 잡아먹었을 육식성의 포식자로 추정된다.

## 생존시기와 서식지와 화석의 발견
프로엑소초크팔로스가 생존하던 시기는 중생대의 쥐라기 후기로서 지금으로부터 약 1억년 6500만년전~1억 4500만년전에 생존했던 악어이다. 생존했던 시기에는 유럽을 중심으로 하는 대서양, 북극해, 지중해에서 서식했던 악어이다. 화석의 발견은 1876년에 유럽의 쥐라기에 형성된 지층에서 유럽의 고생물학자인 모렐드 글라스빌에 의해 처음으로 화석이 발견되어 새롭게 명명된 종이며 화석이 발견된 국가로는 유럽의 프랑스, 스위스, 영국이 있다.

## 같이 보기
- 악어
- 중생대
- 쥐라기
- 파충류
- 화석